# Paul Zwollo
Paul Zwollo (Den Haag, 16 september 1930 – Blaricum, 28 augustus 2007) was een Nederlandse edelsmid en sieraadontwerper.

## Leven en werk
Zwollo was een zoon van Frans Zwollo jr. (1896-1989) en de vierde generatie in een familie van zilversmeden. Hij volgde een opleiding aan de Academie voor Beeldende Kunsten in Arnhem, deed in 1964 eindexamen en gaf er in 1967-1968 zelf les. Hij was daarnaast opgeleid in de tropische landbouwkunde. Hij werkte in de jaren vijftig enige tijd voor de Handelsvereniging Amsterdam op Noord-Sumatra en in Ethiopië. Van 1987 tot 1988 was hij voorzitter van de Theosofische Vereniging in Nederland. Tot 1990 werkte hij in het atelier van de familie in Oosterbeek, waarna hij twee jaar voor de Theosophical Society op een plantage in Adyar werkte.
Als zilversmid maakte hij sieraden, liturgisch vaatwerk en gebruiksvoorwerpen met een abstract-geometrische vormgeving. Hij gaf bij de Theosophical Society lezingen over symboliek in kunst en edelstenen.